# 3. szimfónia (Berwald)
A 3. C-dúr Szimfónia a ,,Sinfonie singuliere" Franz Berwald 1845-ben írt háromtételes szimfóniája, a művet először 1905.január 10-én adták elő Stockholmban Tor Aulin (1866-1914) vezényletével.

## A mű születése
Bár Franz Berwald svéd zeneszerző 3. szimfóniája, a "Sinfonie singulière" 1845-ben elkészült, első előadására csak 1905-ben került sor. Valójában Berwald négy szimfóniája közül csak egy hangzott el élete során.
Sokak szerint Felix Mendelssohn, Berwald ismerőse és Berwald halála előtt három évvel született finn Jean Sibelius keresztezéseként írták le.
Nemcsak azt tartják széles körben, hogy a Sinfonie singulière Berwald legszebb alkotása, de ez lehet az első nagy skandináv zenekari alkotás is. A szimfónia egyedülálló ebben az időszakban, mivel csak három tételből áll, a hagyományos négy helyett.

## A zene

### Allegro fuocoso (C-dúr)
Az első tétel, az Allegro fuocoso, a hagyományos tizenkilencedik század közepén szonáta-allegro formában. Berwald azonban egyesíti Beethoven organikus kompozíciós technikáját egy hasonló tónusú festménnyel, hogy hangulatot teremtsen. Csendesen indulva nagy a várakozás érzése.

### Scherzo: Adagio – Allegro assai (G-dúr)[2]
A középső tétel hármas formában (ABA) egy szívhez szóló, brahmsi Adagio-val kezdődik. Körülbelül négy perc múlva Berwald megdöbbentő puffanással az üstdobon egy scherzóba tör, amitől Mendelssohn irigy lett volna.
A fúvósok és vonósok játékos cseréje megmutatja Berwald hangszerelési készségét és a tematikus töredékek manipulálásának mesteri készségét. Nem túl finom harmonikus szekvenciái nagyon hasonlítanak Brucknerhez, mivel nem mindig mozdítják elő a tonális sémát, de ennek ellenére borzasztóan vonzóak.

### Finálé: Presto (c-moll – C-dúr)
Az utolsó tétel erősen töltött és drámai. Egy másik bruckneri mozzanat egy lágy fafúvós korálban játszódik pizzicato vonósokon, amely ugyanennek a témának a nagyszerű kijelentésévé válik. A középső tétel Adagio dallamának idézete van körülbelül öt percben, majd egy új lírai téma, amely megelőzi a tétel kezdetének összefoglalását.
A moll fafúvós korál csendes visszatérése egy örömtelien győztes zárómondattá robban vissza dúrban, ezzel a gazdagon romantikus szimfóniának a végére.

## Hangszerelése
2 fuvola, 2 oboa, 2 klarinét, 2 fagott, 4 kürt, 2 trombita, 3 harsona, üstdob, vonós hangszerek.
Az előadása – tempóválasztástól függően – 30 percet vesz igénybe.